# Интертел
Интертел (Intertel, ранее International Legion of Intelligence) — международное сообщество для людей с коэффициентом интеллекта выше 99 % населения. Это соответствует IQ 135 или выше по шкале Векслера.

## История
Сообщество было основано в 1966 году американцем Ральфом Хейнсом, который, как и основатели Менсы Роланд Беррилл и Лэнселот Уэр двадцатью годами ранее, хотел создать ассоциацию, отвечающую конкретным потребностям одаренных людей, и которая не имела бы других требований для вступления, кроме минимального коэффициента интеллекта. Название «Intertel» происходит от «International Legion of Intelligence», и его члены называют себя «ILIans» («ИЛИанцы»). Таким образом, это вторая старейшая организация такого рода после Менсы.

## Организация и деятельность
Интертел разделен на семь географических регионов, пять из которых включают только штаты США, а два включают восточную и западную Канаду в дополнение к штатам США. «Регион VI» включает в себя остальной мир под названием «Международный» регион.
В мире насчитывается около 1700 членов из более чем сорока стран, в том числе около сотни в немецкоязычных странах и несколько сотен за пределами Северной Америки . Одна из целей организации — помощь в проведении исследований, связанных с одарённостью, и члены ассоциации набираются как участники в исследованиях в этой области.
Все члены могут публиковаться в журнале Integra, который издается десять раз в год. Кроме того, периодически публикуются региональные информационные бюллетени, и многие члены переписываются по электронной почте или через разнообразные онлайн-форумы. Ежегодная международная Генеральная ассамблея проводится каждое лето, а различные регионы организуют местные мероприятия очно или дистанционно .

## Нынешние или бывшие известные члены
- Герт Миттринг[9][16], немецкий психолог и математик, побивший несколько мировых рекордов по умственной арифметике[17].
- Эллен Муф[18], американская киноактриса, заслужившая награды и номинации «Лучшая актриса» нескольких премий[19].
- Тайби Калер[20], американский психолог, автор модели процесса коммуникации.
- Джейкоб Барнетт[21][22], американский математик и астрофизик, известный своим молодым возрастом, пример вундеркинда[23].
- Роберт Пректер[24][25], американский автор и аналитик фондового рынка, известный своими финансовыми прогнозами, построенными на волновом принципе Эллиотта[26].
- Гроувер Крэнц[27][28], американский антрополог и профессор Университета Штата Вашингтон, известный своим интересом к бигфуту, и завещавший своё тело науке[источник?].
- Сисеро Мораис[29], бразильский 3D-дизайнер, специализирующийся на компьютерной реконструкции лиц.
- Эдвард Ли Спенс[30], американский первопроходец в подводной археологии[31][32].
- Уолтер Пенни[33], американский математик-криптограф, придумавший парадокс Пенни.
- Майкл В. Дриш[34], немецкий режиссёр[35].

## Расположение по отношению к другим организациям
Сообщество Интертел вдвое более избирательно в отношении требований к поступающим (пребывание в высшем проценте по результатам теста IQ), чем более известная и крупная организация Менса (высшие 2 %, IQ>130). Будучи основанным в 1966 году, оно является вторым по возрасту и третьим по количеству членов после Менсы и Общества Тройной Девятки (высшие 0,1 %, IQ>145). В этом списке рассматриваются лишь те организации, которые используют действительные психометрические тесты, пройденные под профессиональным наблюдением.